# Paradise filter
Paradise filter is een studioalbum van Caravan. Het album is opgenomen in 2013 in hun eigen Canterbury Sound Studio Womansworld. Het album kwam tot stand via crowdfunding via Pledgemusic, waarbij ruim werd overtekend. De algemene teneur bij dit album was, dat men het noch bij de beste noch bij de slechtste albums indeelde.   
Caravans drummer vanaf het begin Richard Coughlan maakte het niet meer mee. Hij was al enige tijd ziek voordat hij 1 december 2013 overleed.
In de toer die op dit album volgde speelde de band onder meer op Rosfest in Pennsylvania.

## Musici
- Pye Hastings – gitaar, zang
- Geoffrey Richardson – gitaar, altviool, cello, mandoline. dwarsfluit, zang
- Jan Schelhaas – toetsinstrumenten, zang
- Jim Leverton – basgitaar, achtergrondzang
- Mark Walker – slagwerk, percussie

Met
- Michael Maher – achtergrondzang, tamboerijn This is what we are
- Mark McCormack – vibraslap Pain in the arse
- Marc Morgan – radiator Dead man walking
- Brian Johnson – achtergrondzang This is what we are
- Rufus Gordon-Hastings – percussie Farewell my old friend

## Muziek
| Nr. | Titel                                       | Duur |
| --- | ------------------------------------------- | ---- |
| 1.  | All this could be yours (Hastings)          | 4:30 |
| 2.  | I’m on my way (Hastings)                    | 4:27 |
| 3.  | Fingers in the till (Hastings)              | 4:45 |
| 4.  | This is what we are (Hastings)              | 4:10 |
| 5.  | Dead man walking (Hastings)                 | 5:59 |
| 6.  | Farewell to my friend (Hastings)            | 4:06 |
| 7.  | Pain in the arse (Hastings)                 | 4:30 |
| 8.  | Trust me I’m a doctor (Hastings)            | 4:28 |
| 9.  | I’ll be there for you (Hastings)            | 6;14 |
| 10. | The paradise filter (Richardson, Schelhaas) | 6:00 |